# پویسی
پویسی شهری در شهرستان نانورو در استان بولکیمده در بورکینافاسوی غربی مرکزی است جمعیت آن ۲۴۸۸ نفر است.